# Twin State Speedway
Twin State Speedway est un circuit de course automobile ovale de 1/3 mille (536 m) situé à Claremont New Hampshire aux États-Unis.
En opération depuis 1947, il a présenté au fil des ans divers événements des séries de l'American Canadian Tour. Il doit son nom (Twin State=états jumeaux) à la proximité de la frontière entre les états du New Hampshire et du Vermont.
En 2013, la piste est à vendre.

## Vainqueurs des courses ACT Pro Stock Tour
- 19 juillet 1986 Beaver Dragon
- 25 juillet 1987 Jamie Aube
- 5 septembre 1987 Kevin Lepage
- 11 juin 1988 Robbie Crouch
- 13 août 1988 Robbie Crouch

## Vainqueurs des courses ACT Tour
- 28 mai 2004 Patrick Laperle
- 4 septembre 2009 Brent Dragon
- 31 juillet 2010 Mark Hayward
- 9 juillet 2011 Brian Hoar